# ナイルパーチ
ナイルパーチ (学名: Lates niloticus) は、アカメ科に属する魚類。標準和名はナイルアカメ。
アフリカ大陸熱帯域の川、塩湖、汽水域に生息する。全長193cm、体重100kgの記録がある大型の淡水魚として、現地では商業上重要な食用魚であり、多くがヨーロッパや日本に輸出される。観賞魚としても人気が高い。

## 概要

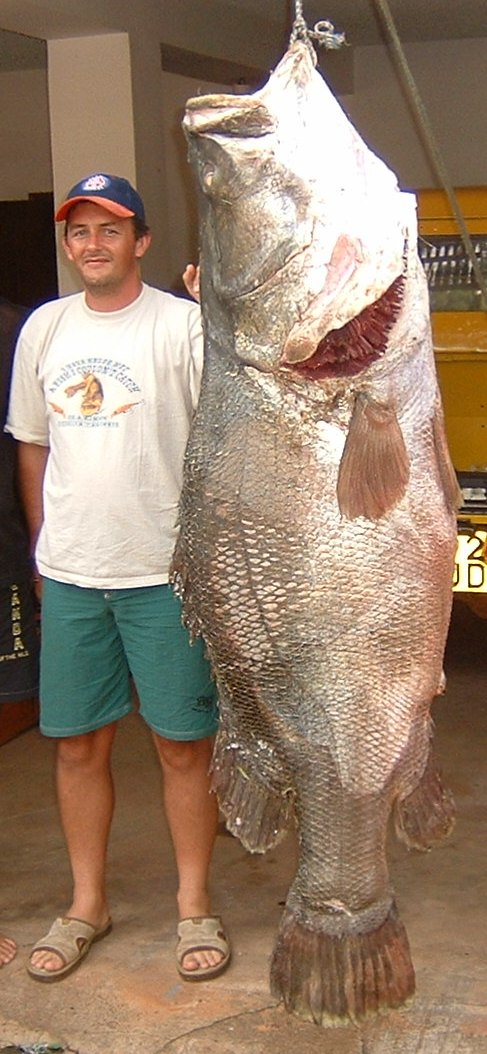
ウガンダで漁獲されたナイルパーチと並んだ人

最大で全長2 m、体重200 kg に達し、淡水魚としては大型の部類に入る。同属で日本産のアカメ L. japonicus に近縁であり、外見も酷似している。
アフリカ熱帯域の河川・塩湖・汽水域に広く生息し、セネガル川、ニジェール川、ヴォルタ川、チャド川、ナイル川など主要な河川の流域で普通に見られる。肉食性で、小魚や甲殻類などを貪食する。
水産資源としての価値が高く、もともとの分布範囲を超えてアフリカ各地に放流され、定着している。由来は1950年代に当時の宗主国イギリスにより、漁獲量向上のために導入されたようである。
放流された水域では外来種として在来生物群集に大きな影響を与えている。特にヴィクトリア湖の事例は深刻であり、ナイルパーチの放流が原因で固有種のシクリッドなど多数の淡水魚が激減・絶滅し、それらが食料としていた微細藻類が異常繁殖しアオコが発生する等、生態系に深刻な影響が出ており、IUCNの「世界の侵略的外来種ワースト100」に選定されている。以前は日本にも観賞魚として輸入され流通していたが、環境省により2016年10月1日から特定外来生物に指定されており、生きたままの輸入が許可を得たものを除き禁止されている。尚、食用の既に死亡した状態のものは現在でも輸入されている。
ドキュメンタリー映画・映像番組『ダーウィンの悪夢』は、ヴィクトリア湖における養殖から派生する数々の社会問題を主題としている。この作品は映画賞を多数受賞した反面、事実関係の誤りの指摘や政治的なプロパガンダであるとの批判もあり、賛否両論である。
古代エジプトで、ミイラにされた魚としても知られている。

## 利用
ナイルパーチは大型魚で、肉質も癖がない白身であることから、食用として需要が高く全世界に輸出される。特にヨーロッパと日本に多く輸出されており、日本ではレストランや給食などフライ用の白身魚として「白スズキ」などの名で供される。また、スズキの代用魚として回転寿司の寿司ネタにされたり、小売店で販売されることもある。2003年のJAS法改訂以降は、「スズキ」「白スズキ」などの名で販売することは禁じられたが、外食や加工したものは除かれている。